# Desert
Desert ili dezert (engleski: dessert) završno je jelo kao dio ručka ili večere. Obično su slatki. Među deserte spadaju razna jela, poput biskvita, kolača, keksa, sladoleda, peciva, pita, pudinga, itd.

## Etimologija
Riječ desert dolazi od francuske riječi dessert.